# Limba velikorusă
Limba velikorusă / Limba rusă mare (în rusă: Великорусский язык, Velikorusski iazîk) este numele dat în secolul al XIX-lea limbii ruse pentru a o deosebi de alte două limbi limbi slave estice importante: belarusa („rusa albă”) și ucraineana („rusa mică”). De exemplu, dicționarul  impresionant al limbii ruse al lui Vladimir Dal are titlul Dicționar explicativ al limbii ruse mari vii.
În secolul al XIX-lea, numeroși învățați ruși nu făceau nicio deosebire între limbile slave estice vorbite în imperiu. Aceștia susțineau că limbile slave răsăritene sunt extrem de apropiate, o părere care este pusă la îndoială în prezent. 
Velikorusa (sau doar limba rusă), s-a format în Evul Mediu târziu în cnezatele ruse nordice sub influența puternică a limbii slavone. În comparație cu „rusa mare”, alte limbi slavone răsăritene au fost denumite unidimensionale, deoarece nu aveau stratul de „limbaj înalt” derivat din slavona bisericească.
Din motive politice, limba literară rusă a evoluat sub influența semnificativă a dialectului vorbit în regiunea centrală a Rusiei continentale (dialectul moscovit).